# Самолусковский сельский совет
Самолусковский сельский совет (укр. Самолусківська сільська рада) — входит в состав
Гусятинского района
Тернопольской области
Украины.
Административный центр сельского совета находится в 
с. Самолусковцы.

## Населённые пункты совета
- с. Самолусковцы